# Вецано (Асколи Пичено)
Вецано (итал. Vezzano) насеље је у Италији у округу Асколи Пичено, региону Марке.
Према процени из 2011. у насељу је живело 19 становника. Насеље се налази на надморској висини од 684 м.